# Coryphella athadona
Coryphella athadona Bergh, 1875 è un mollusco nudibranchio della famiglia Coryphellidae.